# Moutiers-sous-Argenton
Pour les articles homonymes, voir Moutiers.
Moutiers-sous-Argenton est une ancienne commune du Sud-Ouest de la France, située dans le département des Deux-Sèvres en région Nouvelle-Aquitaine, devenue le 1er janvier 2016 une commune déléguée au sein de la commune nouvelle d'Argentonnay.

## Géographie
La commune s'étend sur 36 km2. Elle compte de nombreux villages comme Migaudon, Vrillé, Mirémont.

## Histoire
Lors de la Révolution, le village de Moutiers est majoritairement sceptique vis-à-vis de la République. Les habitants du bourg éprouvent ainsi quelques inimitiés vis-à-vis du seigneur de Grenouillon, Dominique-Alexandre Jaudonnet de Laugrenière, qui s'est porté acquéreur en première main de plusieurs biens nationaux de première origine (biens du clergé) en 1791.
Ce même seigneur s'engera dans l’insurrection vendéenne en commandant la tête de la division d'Argenton-Château pour prendre part à la campagne d'outre-Loire. Il est capturé lors de la défaite des Chouans à Savenay et guillotiné en 1794 à Nantes.
C’est de lui que, le 25 décembre 1793, le général Michel de Beaupuy écrit à Antoine Merlin de Thionville :
« L'histoire ne nous présente point de combat dont les suites aient été plus décisives. Ah ! mon brave, comme tu aurais joui ! quelle attaque ! mais quelle déroute aussi ! Il fallait les voir ces soldats de Jésus et de Louis XVII, se jetant dans les marais ou obligés de se rendre par cinq ou six cents à la fois, et Langrénière pris, et les autres généraux dispersés et aux abois ! »

## Politique et administration
| Période      | Période  | Identité                 | Étiquette | Qualité      |
| ------------ | -------- | ------------------------ | --------- | ------------ |
| janvier 2016 | mai 2020 | Jean-Paul Godet          | SE        | Cadre        |
| mai 2020     | En cours | Marie-Catherine Pierrois |           | Agricultrice |

| Période                                  | Période       | Identité                                 | Étiquette | Qualité     |
| ---------------------------------------- | ------------- | ---------------------------------------- | --------- | ----------- |
| janvier 1808                             | décembre 1812 | Dominique-Claude Jaudonet de Laugrenière |           |             |
| Les données manquantes sont à compléter. |               |                                          |           |             |
| 1900                                     | 1908          | Louis Renaudin                           |           |             |
| 1908                                     | 1919          | Auguste Glatron                          |           |             |
| 1919                                     | 1940          | Ernest Humeau                            |           |             |
| 1949                                     | 1956          | Prosper Billy                            |           |             |
| 1956                                     | 1961          | Joseph Godet                             |           |             |
| 1961                                     | 1977          | Henri Fenneteau                          |           |             |
| 1977                                     | 2001          | Joseph Godet                             |           | Agriculteur |
| mars 2001                                | mars 2008     | André Michaud                            |           | Retraité    |
| mars 2008                                | décembre 2015 | Jean-Paul Godet                          | SE        | Cadre       |

## Démographie
À partir du XXIe siècle, les recensements réels des communes de moins de 10 000 habitants ont lieu tous les cinq ans. Pour Moutiers-sous-Argenton, cela correspond à 2006, 2011, 2016, etc. Les autres dates de « recensements » (2009, etc.) sont des estimations légales.
| 1793 | 1800 | 1806 | 1821 | 1831 | 1836 | 1841 | 1846 | 1851 |
| ---- | ---- | ---- | ---- | ---- | ---- | ---- | ---- | ---- |
| 667  | 431  | 644  | 810  | 829  | 832  | 787  | 837  | 886  |

| 1856 | 1861 | 1866 | 1872 | 1876 | 1881  | 1886  | 1891  | 1896  |
| ---- | ---- | ---- | ---- | ---- | ----- | ----- | ----- | ----- |
| 920  | 908  | 968  | 985  | 942  | 1 054 | 1 117 | 1 047 | 1 026 |

| 1901  | 1906 | 1911 | 1921 | 1926 | 1931 | 1936 | 1946 | 1954 |
| ----- | ---- | ---- | ---- | ---- | ---- | ---- | ---- | ---- |
| 1 010 | 964  | 968  | 844  | 870  | 923  | 875  | 889  | 886  |

| 1962 | 1968 | 1975 | 1982 | 1990 | 1999 | 2006 | 2011 | 2013 |
| ---- | ---- | ---- | ---- | ---- | ---- | ---- | ---- | ---- |
| 869  | 821  | 757  | 720  | 682  | 605  | 553  | 608  | 624  |

## Culture locale et patrimoine

### Lieux et monuments
- Pierre Levée du Grand Gât, dolmen classé au titre des monuments historiques en 1970[8]. Propriété privée.
- Domaine de Grenouillon, Monument historique, le fief de Grenouillon est connu dans les textes dès 1025, appartenant à Stéphaneus Granollia. Propriété privée..
- Église Saint-Pierre de Moutiers-sous-Argenton.